# Bahçeyaka, Yatağan
Bahçeyaka là một xã thuộc huyện Yatağan, tỉnh Muğla, Thổ Nhĩ Kỳ. Dân số thời điểm năm 2011 là 624 người.